# Anton Rudan
Anton Rudan (Karlovac, 1974.) je hrvatski TV-voditelj i kuhar. Poznat pod pseudonimom "Šumski Kuhar", voditelj TV serijala Lovac na bilje.

## Životopis
Rudan od najranijih dana istražuje prirodu. Svoju ljubav konkretizira i započinje s istraživanjima na temu zdravog života i zdrave prehrane. Osniva zajednicu mladeži sa sličnim ekološkim i kulturnim orijentacijama.
Proučava vegetarijanstvo, makrobiotiku, sirovu prehranu i postove kao temelj zdravog života. O biljkama i branju bilja te lječenju uči od različitih travara.
Autor je knjige "Kuharica samoniklog bilja" koja je rasprodana u više tisuća primjeraka. Na području RH organizira festivale samoniklog bilja i mnoge druge edukativne programe. Vlasnik restorana i prvog pokretnog ugostiteljskog objekta koji putuje po svim velikim glazbenim festivalima u Hr. Autor je i voditelj kulinarskog serijala "Šumski kuhar". 
Autor i voditelj hrvatskog dokumentarno-avanturističkog televizijskog serijala o prirodnim hrvatskim bogatstvima Lovac na bilje.